# Giuseppe Ducrot
Giuseppe Ducrot (Roma, 4 settembre 1966) è uno scultore italiano.

## Biografia
È uno scultore eclettico, ascrivibile al movimento anacronista, tra i più significativi interpreti dell'arte contemporanea. Vive e lavora a Roma. La sua carriera artistica comincia con la pittura a tempera, il disegno in bianco e nero e i ritratti a pastello dal vero dei suoi commilitoni, eseguiti durante il servizio militare, dove emerge una forte caratterizzazione psicologica. All'inizio degli anni '90, dopo anni di sperimentazione, frequenta lo studio di Vito Cipolla e mostra uno spiccato interesse per l'ambientazione spaziale, che lo porta a breve a passare dalla pittura alla scultura. Scolpisce il marmo e modella l'argilla. Con la tecnica della fusione a cera persa esegue nel corso degli anni bronzi di straordinaria fattura che sembrano mimare modelli di età remote come l'età romana imperiale o quella ellenistica. Realizza alla maniera barocca e secondo la lezione del Bernini, ma con tecniche attuali, figure mitologiche e di santi. I suoi manufatti non sono tuttavia il frutto del lavoro di un copista, ma il risultato di una complessa operazione di sintesi culturale, insieme concettuale e provocatoria.

## Opere
Nel 1995 esegue il busto di Marco Aurelio per la facciata del Museo Borghese. Nel 1996 esegue l'Erma di Ninfa (Fontana delle mammelle a Piazza Capo di Ferro a Roma) e nel 1998 un vaso bacchico e due cornucopie per lo scalone del Museo Borghese. Del 1999 è il busto-reliquiario in bronzo di San Filippo Neri per la Basilica di San Giovanni Battista dei Fiorentini (Roma) e del 2000 l'altare, l'ambone, il trono e la statua di San Benedetto per la Cattedrale di Norcia. Nel 2003 gli viene commissionato il Monumento a San Benedetto per la città di Cassino. Nel 2009 la Congregazione dei Padri Rogazionisti gli commissiona la statua di Sant'Annibale Maria Di Francia, da collocare in una nicchia esterna della Basilica di San Pietro. Si tratta di un'enorme opera, di circa 19 tonnellate, alta oltre cinque metri, scolpita da un unico blocco di marmo bianco Carrara di ben 60 tonnellate, che è stata inaugurata da papa Benedetto XVI nel luglio 2010. Nel febbraio 2011 vengono inaugurati inoltre l'altare, l'ambone ed il crocifisso per la Cattedrale di Noto.
Scrive Flaminio Gualdoni: «Non c'è nostalgia nell'opera di Ducrot, non cinico gioco citatorio. Egli vive il senso profondo della continuità storica come fattore naturale, incontrattabile della pratica: soprattutto, non ammette un'arte che per farsi riconoscere attuale si restringa entro il virgolettato intellettuale, il discorso indiretto, il riduzionismo comunque pop».

## Esposizioni
- 1994- Prima personale di pittura alla Galleria Carlo Virgilio (Roma)
- 1995- Mostra di scultura alla Galleria d'Arte Moderna di Roma
- 1996- Partecipazione alla XIII Quadriennale di Roma[3]
- 2005- Partecipazione alla mostra "La scultura italiana nel XX sec." presso la fondazione A. Pomodoro (Milano)
- 2005- Personale "Sculture sacre e profane" presso Officina Arte al Borghetto" (Roma)
- 2011- Partecipazione alla Biennale di Venezia[4].